# رامون رامیرس
رامون رامیرس (اسپانیایی: Ramón Ramírez‎؛ زادهٔ ۵ دسامبر ۱۹۶۹) بازیکن فوتبال اهل مکزیک بود.
از باشگاه‌هایی که در آن بازی کرده‌است می‌توان به باشگاه فوتبال آمریکا، باشگاه فوتبال تیگرس اونال، باشگاه فوتبال چیواس یواس‌ای، و باشگاه فوتبال گوادالاخارا اشاره کرد.
وی همچنین در تیم ملی فوتبال مکزیک بازی کرده‌است.